# Су-34
Су-34 (за кодифікації НАТО: Fullback — укр. Крайній захисник (футбол)) — радянський/російський всепогодний, двомісний винищувач-бомбардувальник, розроблений в ДКБ Сухого.
Су-34 сконструйований для здійснення точних ракетно-бомбових ударів по наземних цілях противника в оперативній і тактичній глибині, а також для ураження повітряних цілей противника. Може розвивати швидкість до 1,9 тис. км/год на висоті до 14,6 км.

## Історія
Перший політ прототипу Су-34 — Т10В-1 — відбувся 13 квітня 1990 року. Пілотував його заслужений льотчик-випробувач СРСР А. А. Іванов. Т10В-1 був результатом глибокої модернізації широко відомого винищувача завоювання панування в повітрі Су-27. При проєктуванні у конструкторському бюро «Сухого» вирішили взяти за основу двомісний навчально-бойовий літак Су-27УБ, оскільки в такому літаку до складу екіпажу, окрім льотчика, повинен входити і штурман (оператор озброєння). Призначався, в першу чергу, для знищення наземних і надводних цілей, в тому числі і малорозмірних, і рухомих, як в тактичній, так і в оперативній глибині противника, в будь-яких погодних і кліматичних умовах, вдень і вночі. Нові Су-34 покликані замінити старіші бомбардувальники Су-24.
У ДКБ Сухого цілком перекомпонували кабіну екіпажу, вхід до якої, на відміну від Су-24, здійснювався через нішу передньої опори шасі.
Навесні 1995 нову машину показали у Франції на міжнародному авіасалоні в Ле Бурже. У Парижі Су-34 виставлявся під позначенням Су-32ФН (Su-32FN). Букви в позначенні перекладалися як «Fighter Navy» — морський винищувач.
Літак має практично необмежену дальність польоту при використанні дозаправлення у повітрі. Без дозаправлення і без застосування додаткових підвісних паливних баків він пролітає більш як 4000 км.
Головний конструктор — Роллан Гургенович Мартирос, загальне керівництво здійснював Михайло Петрович Симонов.
Перший політ серійного літака Су-34, побудованого в рамках державного замовлення для ВПС Росії, відбувся 12 жовтня 2006 з аеродрому «НАПО ім В. П. Чкалова». Літак пілотували льотчики-випробувачі Євген Рудакас та Рустем Асадуллін.
На доопрацювання літака знадобився значний час. Заключний етап державної програми випробувань відбувався у період з осені 2006 року до осені 2011 року, тоді ж розпочався малосерійний випуск літаків. 20 березня 2014 року Су-34 було прийнято на озброєння Повітряно-космічних сил РФ.

## Конструкція
Двомісний літак Су-34 із двома серійними турбореактивними двоконтурними двигунами АЛ-31Ф має вільнонесуче механізоване по передній і задній крайках адаптивне крило, двокільове вертикальне оперення, переднє горизонтальне оперення (ПГО), цільноповоротний стабілізатор і триопорне шасі. Основні опори мають двоколісний візок із розміщенням коліс за схемою «тандем». Фюзеляж літака виконаний за інтегральною схемою, передня частина якого починається з радіопрозорого обтічника еліптичної форми з гострими бічними крайками. Середньорозташоване трапецієподібне крило з невеликим подовженням, оснащене розвиненими напливами, на яких встановлені консолі ПГО, плавно з’єднується з фюзеляжем, утворюючи єдиний несучий корпус, що забезпечує високі значення аеродинамічної якості та коефіцієнта підйомної сили літака. Броньована двомісна кабіна екіпажу виконана у вигляді єдиної бронекапсули (товщиною 17 мм) та забезпечує розміщення льотчика і штурмана поруч, пілоти розміщуються поруч у катапультних кріслах НВП «Звезда» К-36ДМ: командир екіпажу — зліва, штурман і оператор озброєння — справа. Броньована кабіна виготовлена з титанових сплавів, яка опалюється та має кондиціонер. Броньовані й інші важливі елементи машини, уся броня літака важить приблизно 1,5 тонни. Перевагою кабіни з боковим розташуванням місць є відсутність потреби у дублюванні приладів для кожного пілота. Оскільки тривалі місії вимагають зручності, система герметизації дозволяє виконувати польоти на висотах до 10 000 метрів без кисневих масок, які, однак, передбачені для екстрених та бойових ситуацій. Вхід до кабіни здійснюється через нішу передньої опори шасі за допомогою вбудованого трапу. 
Розробка літака велася з урахуванням сучасних вимог щодо зниження ефективної площі розсіювання (ЕПР). З цією метою при виробництві літака застосовані композитні матеріали, які дозволяють знизити рівень відбиття радіолокаційних хвиль завдяки радіопоглинаючим покриттям; при проєктуванні інтегральної аеродинамічної схеми були виключені аеродинамічні гребені (підфюзеляжні кільові поверхні), а геометрія планера спеціально розраховувалася.
Передня частина літака сплюснутої форми, обладнана двомісною кабіною, в якій реалізовані засоби підвищення комфорту для екіпажу під час тривалих польотів.
За твердженням представників ДКБ імені П. О. Сухого, Су-34 при польотах на малих висотах має радіолокаційну помітність на рівні крилатої ракети.

## Постачання

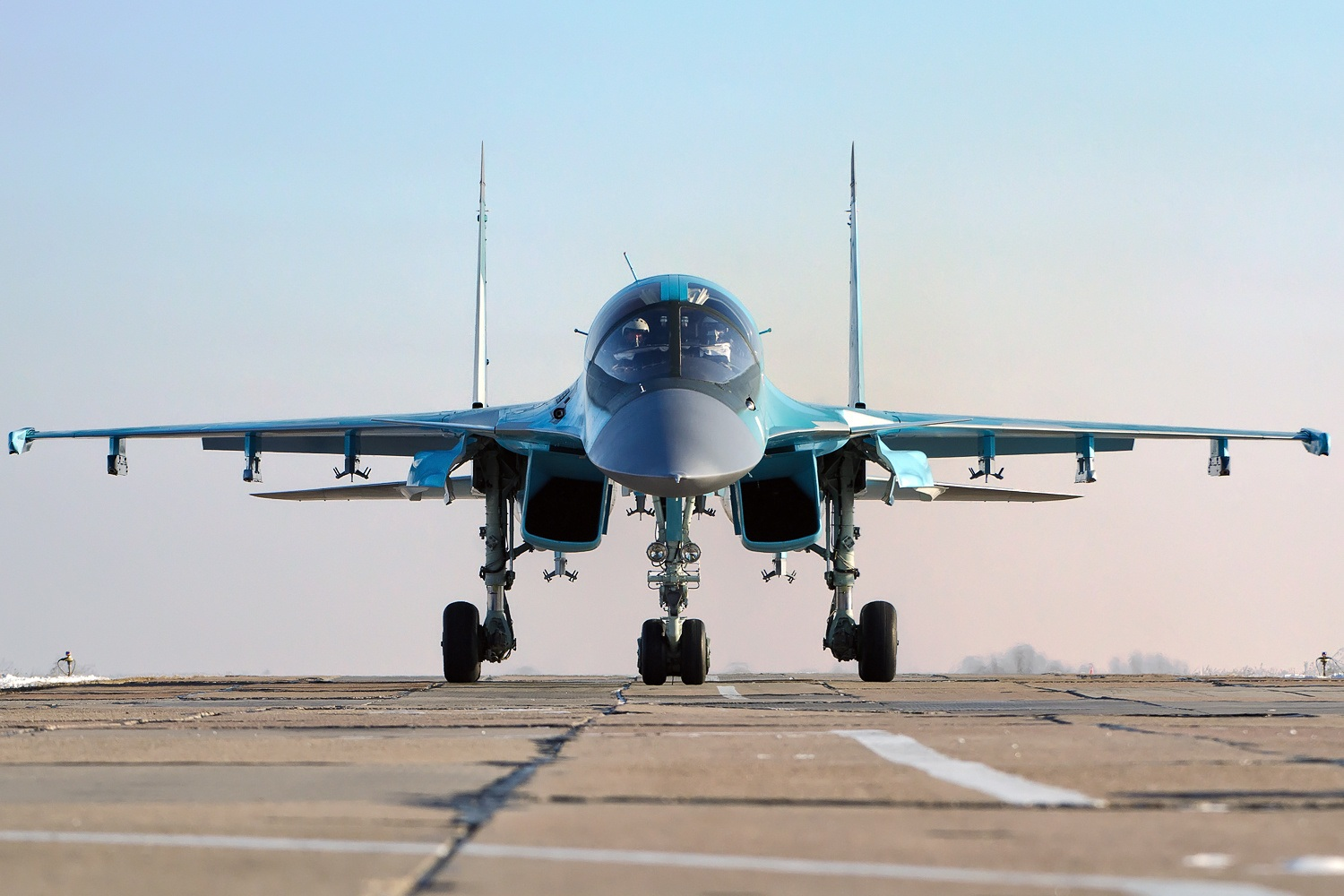
Су-34

Існує деяка плутанина з індексами літака. Так, у певний момент машина отримала дві нові назви — Су-32 і Су-34; поставляються у ПКС Росії з індексом Су-34; на офіційному сайті ОКБ «Сухого» в каталозі продукції фігурує назва Су-32 — найімовірніше, її буде використано для експортного варіанта, продажі якого розпочались у 2010-12 роках.
- Перші два Су-34 були офіційно передані до складу ПС Росії 15 грудня 2006. Літак з бортовим номером «01» надійшов до 929-го ГЛІЦ (м. Ахтубінськ) для продовження держвипробувань. «02» прийнятий до складу Липецького ЦПП і ПЛС 3 серпня 2007;
- «03» був переданий ПС у грудні 2008 року;
- 19 грудня 2009 року отримано ще два Су-34 — бортові номери «04» і «05»;
- 20 грудня 2010 року передано ще 4 бомбардувальники[11];
- 26 грудня 2011 року передано ще 6 бомбардувальників;
- 24 і 28 грудня 2012 року передано ще 6 і 4 бомбардувальники.

До кінця 2010 року планувалося придбати 32 літаки. Усього, згідно з ГПВ-2015, до 2015 року буде закуплено 48 літаків Су-34. Повітряні сили мають намір придбати 400 літаків цього типу, повністю замінивши парк фронтових бомбардувальників Су-24М.
Серійне виробництво літака розгортається на Новосибірському авіаційному заводі імені Чкалова. Станом на 2014 рік вартість одного літака Су-34 становила близько 1 млрд рублів.
Новосибірський авіаційний завод на початку 2008 року оголосив про те, що він першим в Росії організував потокову збірку новітніх фронтових бомбардувальників Су-34. Повна вартість технічного озброєння складе понад 50 млн євро.
Автоматизація процесу повинна привести до того, що одночасно можна буде збирати до 20 машин, а ремонт літаків буде проходити в два рази швидше. Реконструкція цеху проводилася протягом усього 2007 року.
Холдинг «Сухой» виконує в рамках держоборонзамовлення ремонт і модернізацію фронтових бомбардувальників Су-24М і складання новітніх винищувачів-бомбардувальників Су-34.
Представник холдингу «Сухой»:

Наразі на Новосибірському авіаційному заводі ім. Чкалова реалізується масштабна програма технічного переозброєння: у 2008—2009 роках планується закупити 43 високопродуктивних обробних центрів на загальну суму близько 50 млн євро, що дозволить підприємству вийти на якісно новий рівень створення сучасної авіатехніки. 
В серпні 2016 року був зібраний 100-й Су-34 на замовлення Міністерства оборони Росії.

### Виробництво в умовах санкцій
У липні 2025 року Незалежна антикорупційна комісія (НАКО) та Hunterbrook Media опублікували звіт, у якому  ідентифікували та встановили походження 1 115 із 1 119 електронних компонентів іноземного виробництва, що використовуються у російських літаках Су-34 та Су-35С. Серед виробників — Texas Instruments, Analog Devices, Intel, Murata, Maxim, OnSemi, Vicor та інші провідні компанії. Головні країни походження — США, Німеччина, Японія, Тайвань і Південна Корея. Загалом, електроніка в російському бомбардувальнику Су-34 на 68 відсотків походить зі США, ще 16,2 відсотка складає продукція з Японії.

## Варіанти та модифікації
- Су-34 — базова модель літака.
- Су-32 — експортна версія, запропонована Алжиру у 2012 році. Наразі не пропонується.
- Су-34Е — поточна експортна версія[16].
- Су-34М / Су-34 НВО (Навигация и Внешнее Оборудование; укр. Навігація і Зовнішнє Обладнання) — модернізована версія, також відома як Су-34 «Сич». Контракт з РФ був підписаний у 2020 році та замінив базову версію Су-34 у виробництві. За повідомленнями, це оновлення суттєво вплинуло майже на всю авіоніку літака. Було вдосконалено радар, прицільні та комунікаційні системи. Значно розширено номенклатуру керованих боєприпасів, які може використовувати бомбардувальник[17][18]. Також розширені можливості радіоелектронної боротьби завдяки впровадженню нових точок підвіски[19].

## Бойове застосування

### Російсько-грузинська війна 2008
Вперше Су-34 застосовувався під час війни в Південній Осетії. Літак використовувався для прикриття дій ударної авіації, ведучи радіоелектронну боротьбу з системами грузинської ППО.
Для придушення РЕЗ Су-34 ставив перешкоди з бойових порядків, що не дозволяло ЗРК Грузії успішно проводити переналаштування від перешкод. По найнебезпечніших РЕЗ ЗРК «Бук» і С-125 Су-34 завдавав ударів ракетами «повітря-РЛС».
Бортовий комплекс радіоелектронної оборони Су-34 показав в ході ведення бойових дій високу ефективність. У ході бойового застосування Су-34 знищив ключову грузинську РЛС 36Д6-М біля села Шавшвебі під Горі.

### Інтервенція Росії в Сирію

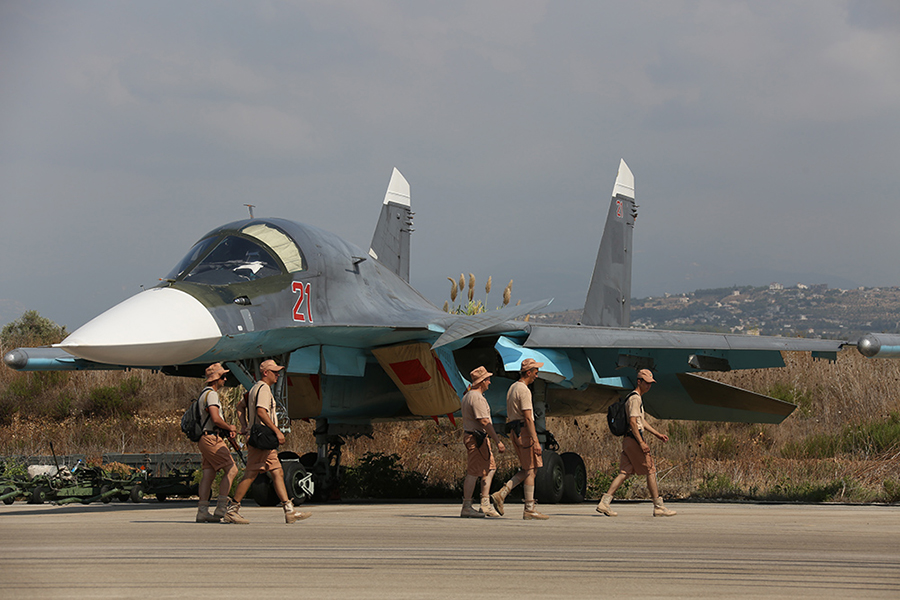
Су-34 у міжнародному аеропорту ім. Басіля аль-Ассада, Латакія, Сирія. Початок російської інтервенції в Сирії, 2015 р.

У вересні 2015 року шість Су-34 прибули на аеродром Латакія в Сирії для атак проти повстанців і сил ІДІЛ. Російські авіаудари в Сирії розпочалися 30 вересня в районі Хомса. 1 жовтня Су-34 був використаний для бомбардування цілей Ісламської Держави в Сирії. Літак Су-34 Повітряно-космічних сил Росії знищив командний центр та навчальний табір ІДІЛ на південний захід від міста Ракка. 
Наступного дня російські літаки Су-34 та Су-25 здійснили авіаудари по цілях ІДІЛ у провінції Хама в Сирії, використовуючи високоточні бомби. За словами представника Міністерства оборони Росії генерал-майора Ігоря Конашенкова, Су-34 вразив укріплений бункер ІДІЛ у провінції Хама керованими бомбами. Фортифікації, склади боєприпасів та сім одиниць військової техніки поблизу міста Мааррат ан-Нуман у Сирії також були знищені російськими Повітряно-космічними силами. Командний центр ІДІЛ і підземний склад з вибухівкою поблизу Ракки також були знищені.
3 жовтня представник Міністерства оборони генерал-майор Ігор Конашенков заявив: «Точне влучення бетонобійної бомби БЕТАБ-500, скинутої з літака Су-34 поблизу Ракки, знищило укріплений командний центр одного з незаконних збройних формувань, а також підземний бункер з вибухівкою та склад боєприпасів». Представник Повітряно-космічних сил Росії зазначив, що Су-34 використовують супутникову систему ГЛОНАСС для наведення на цілі. У цей час в Сирії знаходились шість Су-34.
Після збиття Су-24 Туреччиною Росія 30 листопада 2015 року оголосила, що Су-34 у Сирії почали виконувати бойові завдання, озброєні ракетами «повітря—повітря». 16 серпня 2016 року дальні бомбардувальники Ту-22М3 і бомбардувальники Су-34, які вилетіли з бази в Хамадані, Ісламська Республіка Іран, здійснили групові авіаудари по об’єктах, що належали ІДІЛ і терористичним групам Джабгат ан-Нусра в провінціях Алеппо, Дайр-ез-Заур та Ідліб.
3 жовтня 2017 року російські Су-34 та Су-35 були залучені до ударів по «місцю зустрічі керівництва Ан-Нусри», місцезнаходження якого було виявлено російською військовою розвідкою в Сирії, в результаті чого було ліквідовано 12 польових командирів Ан-Нусри та близько 50 бойовиків, включаючи Ахмада аль-Гізаї, начальника безпеки Ан-Нусри, за інформацією Міністерства оборони Росії.
28 травня 2018 року повідомлялося, що російські Су-34 перехопили два ізраїльські винищувачі F-16 над Триполі, Ліван, змусивши їх відступити.
27 лютого 2020 року два російські Су-34 нібито завдали авіаудару по турецькому військовому конвою, в результаті чого загинуло до 36 солдатів і щонайменше 60 отримали поранення в Баліуні, Сирія.
6 жовтня 2020 року два російські Су-34 завдали авіаударів по підземних об’єктах на східному березі Євфрату в провінції Дайр-ез-Заур, нібито на території Рожави, внаслідок чого загинув польовий командир ІДІЛ Абу Катада, який брав участь у підготовці атаки на російські сили, що призвела до загибелі генерал-майора В’ячеслава Гладких. Також ударом було знищено два підземні укриття та вбито близько 30 бойовиків.

### Російсько-українська війна

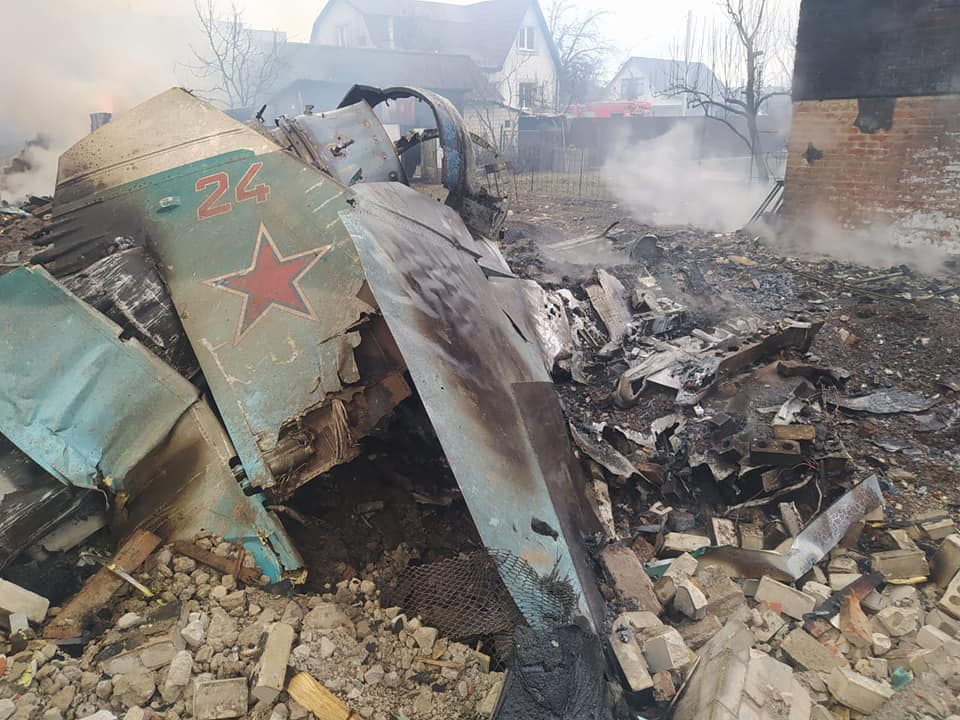
Збитий Су-34 в Чернігові, 5 березня 2022

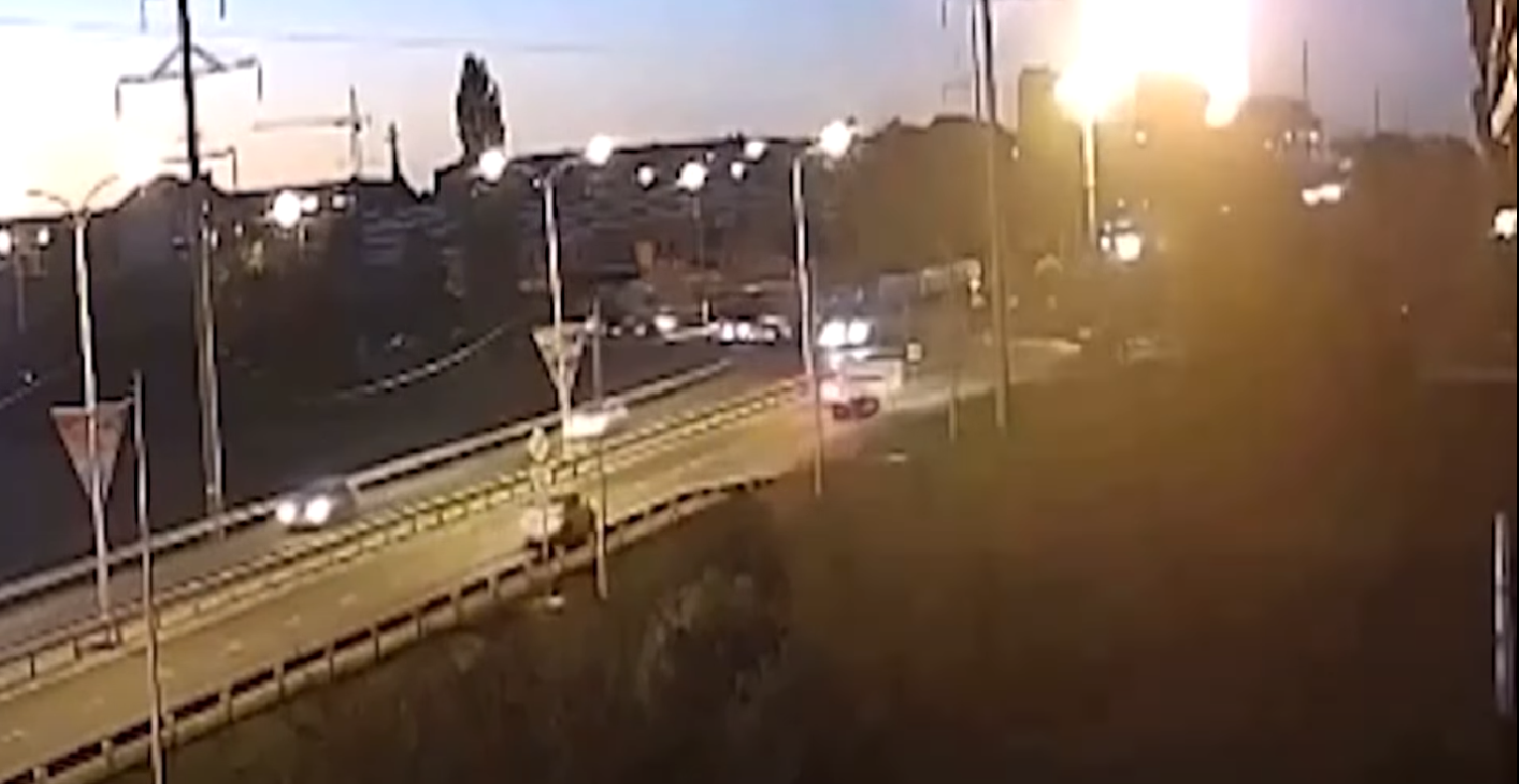
Момент зіткнення Су-34 з житловим будинком у Єйську, 17 жовтня 2022 року

Російські агресори інтенсивно застосовували Су-34 проти України. Завдяки справним діям українських захисників численні літаки були збиті або пошкоджені.[⇨]
При чому траплялись випадки застосування Су-34 як штурмовиків: Су-34 може взяти на борт до 12 т бойового навантаження, у той час, як штурмовик Су-25 — лише до 4 т. Відповідно виходить, що два Су-34 можуть взяти таке ж бойове навантаження, як шість Су-25. Наприклад, 12 червня 2022 року пара Су-34 намагалась атакувати позиції українських військових поблизу м. Ізюму на Харківщині. Після потрапляння в зону дії української ППО перший Су-34 вирішив відвернути, другий навпаки — продовжити атаку. В результаті був збитий та впав на окупованій території.
Серед знайдених 2 жовтня 2022 року решток Су-34 під Лиманом було помічено пускову установку-пілон АКУ-58А, тобто літак був озброєний керованими ракетами класу «повітря-земля» (Х-29/Х-31/Х-58/Х-59).
Надвечір 20 квітня 2023 року під час прольоту над Білгородом з російського Су-34 нештатно зійшов та впав на перехресті вулиць Ватутіна та Губкіна авіаційний боєприпас. Через кілька секунд після падіння та заглиблення в ґрунт боєприпас здетонував. Вибухом пошкоджено кілька автомобілів, один закинуло на дах магазину поруч. Пошкоджено також кілька квартир.
За два дні, 22 квітня, російська влада визнала, що з літака впало дві авіабомби. Другу бомбу, яка не вибухнула, знайшли за приблизно 250 метрів від першої. Офіційно модифікацію авіаційного боєприпасу не назвали, але з оприлюднених фотографій висунули версію про ФАБ-500 М62 або БетАБ-500.
Перед інцидентом наближені до російських військових користувачі соціальних мереж повідомляли про активність бойової авіації та можливе застосування УМПК разом з фугасними бомбами.
Під час боїв у Грайвороні (Білгородська область) пара Су-34 намагалась завдати бомбового удару по російських антиурядових підрозділах, що знаходились на прикордонному КПП. Вони скинули кілька авіабомб, імовірно ФАБ-500Ш або ФАБ-500ШН, з надмалої висоти та ними знищили газони поблизу пункту пропуску. Це стало першим випадком цілеспрямованого застосування літаків цього типу по цілях на території Росії (на відміну від випадкового скидання бомб на Білгород чи падіння на будинок у Єйську).
2023 року Су-34 в поєднанні з крилатими бомбами УМПК стали дуже серйозною загрозою для українських військ. До осені 2023 росіяни наростили виробництво та застосування цих бомб. За умов панування в повітрі, російські бомбардувальники залишались майже невразливими для української протиповітряної оборони.
Наприкінці грудня 2023 року на південному напрямку фронту, протягом одного дня, було знищено одразу три Су-34, збиття яких приписують українським ЗРК Patriot.
1 листопада 2024 року росіяни втратили Су-34, про що повідомили російські пропагандисти. Що стало причиною втрати літака країни-агресорки і де це сталося, наразі невідомо.
27 червня 2025 року ССО ЗСУ та Служба безпеки України провели спільну спецоперацію, внаслідок якої, за повідомленням СБУ та Генштабу ЗС України, було знищено (згоріли повністю) три  російські винищувачі-бомбардувальники СУ-34 на аеродромі «Маринівка» у Волгоградській області (РФ). Також два Су-34 отримали пошкодження (згоріли частково).
Станом на 1 липня 2025 року редактори Oryx Blog знайшли фото чи відео підтвердження безповоротної втрати Росією 35 літаків Су-34 та Су-34М, ще 5 отримали пошкодження.

## Втрати під час вторгнення в Україну
| №               | Дата                   | Місце                                                                                      | Коментар |
| --------------- | ---------------------- | ------------------------------------------------------------------------------------------ | --- |
| 1               | 3 березня 2022 року    | поблизу м. Волновахи, Донецька область, Україна                                            | в ході російського вторгнення в Україну збито російський літак Су-34. |
| 2               | 5 березня 2022 року    | м. Чернігів, Україна                                                                       | збито ще один російський літак Су-34, він бомбував місто фугасно-авіаційними бомбами — ФАБ-500. Біля збитого літака, який впав уздовж проїжджої частини вулиці Руденка, знайшли ще три такі бомби, які не розірвалися. Штурман літака загинув; льотчик, майор Красноярцев, застрелив місцевого жителя Сергієнка, був затриманий та, за даними ГУР МОУ, оприлюдненими 30 вересня, обміняний на 5 полонених українських льотчиків 18 квітня. |
| 3               | 6 березня 2022 року    | м. Харків, Україна                                                                         | в ході російського вторгнення в Україну збито російський літак Су-34 рег. № RF-95070. Пілоту вдалось катапультуватись. |
| 4               | 12 березня 2022        | над Ізюмським районом на Харківщині                                                        | Збитий з ПЗРК в повітряному просторі України над Ізюмським районом на Харківщині. |
| 5               | 13 березня 2022        | на Київщині                                                                                | Збитий в повітряному просторі України на одному із стратегічних напрямків на Київщині. |
| 6 7             | 15 березня 2022 року   | збито два Су-34, один з них поблизу м. Харкова                                             | два винищувачі бомбардувальники Су-34. Один з Су-34 збито поблизу Харкова. |
| 8               | 18 березня 2022 року   | Київська область, Україна                                                                  | сили Протиповітряної оборони Сухопутних військ збили ворожий літак Су-34. Літак знешкодили з ПЗРК «Стінгер». |
| 9               | 24 березня 2022 року   | на Харківському напрямку                                                                   | протиповітряна оборона України збила ворожий літак Су-34 та безпілотник. |
| 10              | 26 березня 2022 року   | Ізюмський район, Харківська область, Україна                                               | мобільні підрозділи протиповітряної оборони ЗСУ знищили російський винищувач Су-34. |
| 11              | 27 березня 2022 року   | Ізюмський район, Харківська область, Україна                                               | «Тривають бої в Ізюмському напрямку. Сьогодні мобільні підрозділи протиповітряної оборони ЗСУ в Ізюмському районі знищили російський винищувач Су-34», – Синєгубов. |
| 12              | 30 березня 2022 року   | Харківська область, Україна                                                                | розрахунками зенітних ракетних комплексів Повітряних Сил уражено одразу три літаки ВКС РФ, попередньо — винищувачі-бомбардувальники Су-34. |
| 13              | 6 квітня 2022 року     | Харківська область, Україна                                                                | розрахунками зенітних ракетних комплексів Повітряних Сил уражено ще один літак — винищувачі-бомбардувальники Су-34. |
| 14              | 10 квітня 2022 року    |                                                                                            | зенітним ракетним підрозділом Повітряних Сил Збройних Сил України збитий російський винищувач-бомбардувальник Су-34, який намагався атакувати Миколаїв. |
| 15              | 21 квітня 2022 року    | Ізюмський район, Харківська область, Україна                                               | військові 93-ї окремої механізованої бригади «Холодний Яр» збили російський винищувач-бомбардувальник Су-34. |
| 16              | 25 квітня 2022 року    | Харківська область, Україна                                                                | повітряні сили України збили російський літак. За попередніми даними Повітряного командування «Схід» — Су-34. |
| 17              | 26 квітня 2022 року    | Запорізька область, Україна                                                                | виявили збитий російський винищувач Су-34 рег. № RF-95858 (43 червоний). |
| 18              | 28 квітня 2022 року    | Харківська область, Україна                                                                | збито один російський винищувач-бомбардувальник Су-34. |
| 19              | 29 квітня 2022 року    | Харківська область, Україна                                                                | Українські військові збили російський Су-34. |
| 20              | 18 травня 2022 року    | поблизу тимчасово окупованого м. Куп'янськ (в районі Борової), Харківська область, Україна | збитий російський Су-34 українським підрозділом зенітних ракетних військ (С-300) Збройних Сил України. |
| 21              | 12 червня 2022 року    | поблизу м. Ізюму, Харківська область, Україна                                              | ЗСУ збили російський винищувач-бомбардувальник Су-34. |
| 22              | 17 липня 2022 року     | поблизу м. Алчевська, Луганська область, Україна                                           | В ніч на 18 липня ППО РФ «дружнім вогнем» обстріляла власний літак. Збито Су-34М з бортовим номером RF-95890 зі складу 277-го бомбардувального авіаційного полку 303-ї змішаної авіаційної дивізії 11-ї Червонопрапорної армії ВПС та ППО Східного військового округу. |
| 23              | 10 вересня 2022        | потребує уточнення                                                                         | За даними ГШ ЗСУ. |
| 24              | 11 вересня 2022        | АР Крим, на межі Красноперекопського та Роздольненського районів                           | Льотчики встигли катапультуватися; робоча версія — «дружній вогонь» сил ППО РФ. |
| 25              | 17 жовтня 2022         | Єйськ, Краснодарський край (РФ)                                                            | Під час набирання висоти після зльоту з аеродрому Південного воєнного округу по офіційній російській версії «через технічну несправність» літак впав на житлову забудову в місті. Щонайменше один льотчик катапультувався. Жертви серед цивільних (станом на вечір 18 жовтня) — 15 убитих (з них троє дітей), 19 поранених. Від пожежі постраждало 130 квартир.                                                                            |
| 26 (не точно)   | 3 грудня 2022          | район с. Підгорного, поблизу м. Бахмуту, Донецька область, Україна                         | Підрозділ ДПСУ збив літак із ПЗРК. 4 грудня 2022 року в цьому районі виявлені уламки Су-24М (RF-93798, 48 «синій»). |
| 26              | 3 березня 2023         | поблизу м. Єнакієвого, Донецька область, Україна                                           | Збитий близько 13:30 силами та засобами підрозділу 301 ЗРП ПвК «Схід» в повітряному просторі України (близько 20 км від лінії фронту) поблизу тимчасово окупованого м. Єнакієвого на Донеччині. Один пілот літака загинув, ще один – отримав поранення. |
| 27              | 13 травня 2023         | Брянська область (РФ)                                                                      | Одночасно збиті Су-34, Су-35, два вертольоти Мі-8 ПКС Росії. 27 листопада 2023 року командування ПС ЗСУ підтвердило, що літаки й вертольоти були збиті українськими підрозділами ЗРК Patriot за п'ять хвилин «завдяки нестандартним рішучим діям» у рамках «блискучої операції під керівництвом командувача Повітряних сил». |
| 28              | 20 вересня 2023        | поблизу м. Воронежа (РФ)                                                                   | Розбився в районі м. Воронежа, летів бомбити Україну. |
| 29              | 24 листопада 2023      | Каширський район, Воронезька область (РФ)                                                  | [джерело?] |
| 30              | 22 грудня 2023         | Херсонська область, Україна                                                                | Згідно з повідомленням Командувача Повітряних Сил ЗС України, три російські винищувачі-бомбардувальники були збиті опівдні на Південному напрямку. |
| 31              | 24 грудня 2023         | Донецька область, Україна                                                                  | Підтверджено ураження зенітним ракетним комплексом винищувача-бомбардувальника Су-34 на Маріупольському напрямку. |
| 32              | 4 січня 2024           | м. Челябінськ (РФ)                                                                         | Згорів на аеродромі Шагол, м. Челябінськ, РФ в результаті спецоперації ГУР МО. |
| 33              | 29 січня 2024          | Луганська область, Україна                                                                 | Згідно повідомленням пресслужби МО України, ворожий винищувач-бомбардувальник був збитий у небі над Луганською областю. |
| 34              | 17 лютого 2024         | на Східному напрямку                                                                       | Згідно повідомлення Командувача Повітряних Сил ЗС України, три російські літаки були знищені вранці на Східному напрямку. |
| 35              | 18 лютого 2024         | на Східному напрямку                                                                       | Згідно повідомлення Командувача Повітряних Сил ЗС України. |
| 36              | 19 лютого 2024         | на Східному напрямку                                                                       | Згідно повідомлення Командувача Повітряних Сил ЗС України. |
| 37              | 21 лютого 2024         | на Східному напрямку                                                                       | Згідно повідомлення Командувача Повітряних Сил ЗС України. |
| 38              | 24 лютого 2024         | Генічеський район, Херсонська область, Україна                                             | Згідно повідомленнь Кримський вітер та Радіо Свобода з посиланням на ЗС України. (Офіційно не було підтверджено Генштабом) |
| 39              | 27 лютого 2024         | на Східному напрямку                                                                       | Згідно повідомлення Командувача Повітряних Сил ЗС України. |
| 40              | 27 лютого 2024         | на Східному напрямку                                                                       | Згідно повідомлення Командувача Повітряних Сил ЗС України збитий близько 14:00. |
| 41              | 29 лютого 2024         | на Східному напрямку                                                                       | Згідно повідомлення Командувача Повітряних Сил ЗС України. |
| 42              | 29 лютого 2024         | на Авдіївському напрямку                                                                   | Згідно повідомлення Командувача Повітряних Сил ЗС України. |
| 43              | 29 лютого 2024         | на Маріупольському напрямку                                                                | Згідно повідомлення Командувача Повітряних Сил ЗС України. |
| 44              | 1 березня 2024         | на Східному напрямку (в районі м. Маріуполь)                                               | Згідно повідомлення Командування Повітряних Сил ЗС України. |
| 45              | 2 березня 2024 (18:00) | на Східному напрямку                                                                       | Згідно повідомлення Командування Повітряних Сил ЗС України. |
| 46              | 6 травня 2024          | у Бєлгородській області (РФ)                                                               | Згідно повідомлення в telegram-групі «Fighterbomber» на борту Су-34 з номером «21» був один з кращих екіпажів РФ. У іншому джерелі додали, що льотчики виконували бойові завдання в неназваній африканській країні. |
| 47              | 19 травня 2024         | аеродром у станиці Кущівська Краснодарського краю (РФ)                                     | Українські дрони успішно атакували російський аеродром, пошкоджено літак Су (проводиться ідентифікація типу літака). |
| 48              | 11 червня 2024         | Північна Осетія (РФ)                                                                       | зазнав аварії Су-34 при виконанні планового навчально-тренувального польоту, в гірській місцевості в Північній Осетії РФ, екіпаж загинув. |
| 49              | 27 липня 2024          | Волгоградська область (РФ)                                                                 | Су-34 розбився при виконанні планового навчально-тренувального польоту. Екіпажу вдалося катапультуватися. |
| 50              | 3 серпня 2024 року     | Військовий аеродром «морозовськ» Ростовська область (РФ)                                   | Внаслідок вогневого ураження військового аеродрому держави-агресора росії “морозовск” у ростовській області 3 серпня 2024 року знищено винищувач-бомбардувальник Су-34. Ще два російські літаки такого ж типу ймовірно пошкоджено уламками ― поруч із бортами зафіксовано вирви від вибухів. |
| 51 (пошкоджено) | 3 серпня 2024 року     | Військовий аеродром «морозовськ» Ростовська область (РФ)                                   | Внаслідок вогневого ураження військового аеродрому держави-агресора росії “морозовск” у ростовській області 3 серпня 2024 року знищено винищувач-бомбардувальник Су-34. Ще два російські літаки такого ж типу ймовірно пошкоджено уламками ― поруч із бортами зафіксовано вирви від вибухів. |
| 52 (пошкоджено) | 3 серпня 2024 року     | Військовий аеродром «морозовськ» Ростовська область (РФ)                                   | Внаслідок вогневого ураження військового аеродрому держави-агресора росії “морозовск” у ростовській області 3 серпня 2024 року знищено винищувач-бомбардувальник Су-34. Ще два російські літаки такого ж типу ймовірно пошкоджено уламками ― поруч із бортами зафіксовано вирви від вибухів. |
| 53              | 10 серпня 2024 року    | На кордоні Курської та Бєлгородської області (РФ)                                          | Збитий під час наступу українських сил. |
| 54              | 27 червня 2025 року    | Військовий аеродром «Маринівка», Волгоградська область (РФ)                                | ССО ЗСУ та Служба безпеки України провели спільну спецоперацію, внаслідок якої, за повідомленням СБУ та Генштабу ЗС України, було знищено (згоріли повністю) три російські винищувачі-бомбардувальники СУ-34 на аеродромі «Маринівка» у Волгоградській області (РФ). Також два Су-34 отримали пошкодження (згоріли частково). |
| 55              | 27 червня 2025 року    | Військовий аеродром «Маринівка», Волгоградська область (РФ)                                | ССО ЗСУ та Служба безпеки України провели спільну спецоперацію, внаслідок якої, за повідомленням СБУ та Генштабу ЗС України, було знищено (згоріли повністю) три російські винищувачі-бомбардувальники СУ-34 на аеродромі «Маринівка» у Волгоградській області (РФ). Також два Су-34 отримали пошкодження (згоріли частково). |
| 56              | 27 червня 2025 року    | Військовий аеродром «Маринівка», Волгоградська область (РФ)                                | ССО ЗСУ та Служба безпеки України провели спільну спецоперацію, внаслідок якої, за повідомленням СБУ та Генштабу ЗС України, було знищено (згоріли повністю) три російські винищувачі-бомбардувальники СУ-34 на аеродромі «Маринівка» у Волгоградській області (РФ). Також два Су-34 отримали пошкодження (згоріли частково). |
| 57 (пошкоджено) | 27 червня 2025 року    | Військовий аеродром «Маринівка», Волгоградська область (РФ)                                | ССО ЗСУ та Служба безпеки України провели спільну спецоперацію, внаслідок якої, за повідомленням СБУ та Генштабу ЗС України, було знищено (згоріли повністю) три російські винищувачі-бомбардувальники СУ-34 на аеродромі «Маринівка» у Волгоградській області (РФ). Також два Су-34 отримали пошкодження (згоріли частково). |
| 58 (пошкоджено) | 27 червня 2025 року    | Військовий аеродром «Маринівка», Волгоградська область (РФ)                                | ССО ЗСУ та Служба безпеки України провели спільну спецоперацію, внаслідок якої, за повідомленням СБУ та Генштабу ЗС України, було знищено (згоріли повністю) три російські винищувачі-бомбардувальники СУ-34 на аеродромі «Маринівка» у Волгоградській області (РФ). Також два Су-34 отримали пошкодження (згоріли частково). |
| 59              | 1 липня 2025 року      | Нижньогородська область (РФ)                                                               | Су-34 розбився при виконанні планового навчально-тренувального польоту. Літак розбився при заході на посадку через відмову системи випуску однієї зі стійок шасі. Екіпажу вдалося катапультуватися, під час катапультування загинув штурман. |

У вересні 2022 року після контрнаступу Сил оборони України неподалік міста Балаклії знайдено залишки Су-34 RF-95808, 24 «червоний» зі складу 47-го авіаційного полку (Вороніж), а неподалік міста Ізюму на Харківщині — залишки Су-34 ПКС РФ 20 «червоний» (RF-95004) зі складу того ж полку.
1 жовтня 2022 року опубліковані фотографії решток збитого російського Су-34 (RF-81852, 09 червоний) в районі Лиману.

## Тактико-технічні характеристики
Джерела даних: Sukhoi, airforce-technology.com, Deagel.

### Технічні характеристики
- Екіпаж: 2 особи
- Довжина: 23,3 м
- Розмах крила: 14,7 м
- Висота: 6,0 м
- Площа крила: 62 м²
- Кут стрілоподібності: 42°
- Коефіцієнт подовження крила: 3,5
- База шасі: 6,63 м
- Колія шасі: 4,4 м
- Маса порожнього: 22500 кг

Схема Су-34 в 3 проекціях

- Нормальна злітна маса: 38240 кг
- Максимальна злітна маса: 45 000 кг
- Двигун: 2 × ТРДДФ АЛ-31Ф-М1
- Тяга:
  - Максимальна тяга: 2 × 7670 кгс (74,6 кН)
  - Форсажна тяга: 2 × 13500 кгс (132,4 кН)
- Ступінь двоконтурності: 0,571
- Маса двигуна: 1520 кг

### Льотні характеристики
- Максимальна швидкість на великій висоті: 1900 км/год (1,8 Маха)
- Максимальна швидкість біля землі: 1400 км/год
- Перегінний радіус: 4000 км (з ППБ)
- Бойовий радіус: 1100 км (залежить від навантаження)
- Практична стеля: 17000 м
- Навантаження на крило:
  - При нормальній злітній масі: 616 кг/м²
  - При максимальній злітній масі: 725 кг/м²
- тягооснащеність:
  - При нормальній злітній масі: 0,71
  - При максимальній злітній масі: 0,6
- Максимальне експлуатаційне перевантаження: +7 (або +9) G[116].

### Озброєння

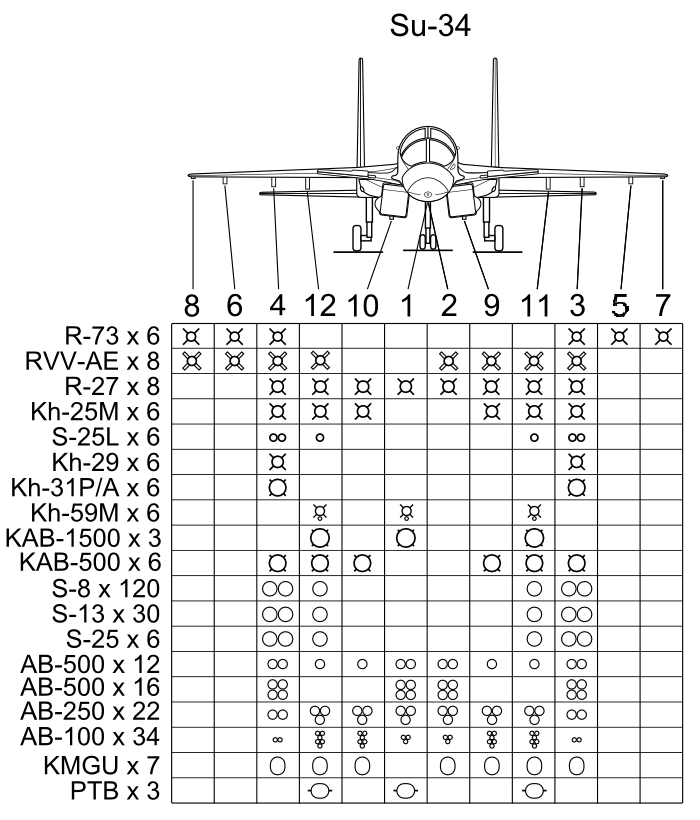
Схема підвіски озброєння на Су-34

- Стрілецько-гарматне: 1 × 30 мм авіаційна гармата ГШ-30-1, 180 сн.
- Точки підвісу: 12
- Бойове навантаження: 8 000 кг (12 000 кг — максимальна)[117]
- Керовані ракети:
  - ракети «повітря-повітря»: 
    - Р-27
    - Р-73
    - Р-77

  - ракети «повітря-поверхня»:
    - Х-25
    - Х-29
    - Х-31
    - Х-35
    - Х-38
    - Х-58
    - Х-59

  - протикорабельні ракети:
    - П-800 «Онікс»
    - Х-41
- Некеровані ракети:
  - С-8
  - С-13
  - С-25
- Бомби:
  - Некеровані бомби:
    - ФАБ калібром 250/500/1500 кг
    - ОФАБ-100-120
    - ОФАБ-250-270

  - Кориговані бомби:
    - КАБ калібром 250/500/1500 кг
    - УМПК для ФАБ калібром 250/500/1500/3000 кг

### Авіоніка
- РЛС: Ш-141, яка здатна виявляти наземні та повітряні цілі. Дальність виявлення:
  - великі наземні цілі до 200-250 км;
  - типові наземні цілі до 150 км;
  - великі повітряні цілі типу «транспортний літак» до 250 км;
  - малі повітряні цілі типу «винищувач» до 90 км.
- Комплекс РЕБ «Хібіни».

## Оператори
Росія
- ПКС Росії — близько 93 Су-34 та близько 31 Су-34М на озброєнні, згідно The Military Balance, станом на 2025 рік[118], або 142 Су-34 всіх модифікацій за даними FlightGlobal за 2025 рік[119].
- Авіаційна група ПКС РФ в Сирії (АвБ Хмеймім) — 6 одиниць на озброєнні, станом на 2025 рік[120].

### Потенційні

#### Алжир
У січні 2016 року Алжир вів переговори про придбання 12 літаків для своїх Повітряних сил. Угоду мали підписати наприкінці 2016 року, але у 2017 році переговори все ще тривали, і продаж так і не відбувся. 27 грудня 2019 року Алжир нібито підписав контракт на 14 літаків у рамках великої військової угоди, яка також включала закупівлю винищувачів Су-35С і Су-57. Проте уряди Росії та Алжиру так і не підтвердили укладення цієї угоди.
Згідно з даними Mil.press, після восьми років безрезультатних переговорів з Алжиром щодо продажу Су-32 (експортної версії), у 2019 році Росія погодилася продати модернізовану, не спрощену версію Су-34МЕ; Алжир зацікавився цією моделлю після російської інтервенції в Сирію, де літак продемонстрував свої бойові якості. Станом на березень 2021 року тривало виробництво першої партії, і, за даними CAWAT, вона мала бути готовою у 2021 році. Підготовка алжирських пілотів мала розпочатися у 2022 році, а всі літаки планувалося поставити до 2023 року. Проте, згідно з новиною від 17 березня 2021 року від видання Middle East Monitor (MEMO), представник Федеральної служби з військово-технічного співробітництва (ФСВТС) Росії спростував заяву про те, що Росія виробляє літаки для Алжиру.
16 травня 2025 року спотери зафіксували Су-34 в пустельній лівреї. На відео літак, ймовірно, здійснює випробувальні польоти, і під час одного з маневрів оператору вдалося зафіксувати світло-коричневий камуфляж. Припускається, що літак зафіксований на відео, належить до партії Су-34МЕ (МЭ), замовлення яких Алжир розмістив на Новосибірському авіаційному заводі імені Чкалова. За планами Алжир має придбати партію з 14 літаків Су-34МЕ.